# Krążałek obły
Krążałek obły (Discus ruderatus) – gatunek lądowego ślimaka trzonkoocznego z rodziny krążałkowatych (Discidae). Gatunek typowy rodzaju Discus. 
Występuje w północnej Eurazji (od Europy po wschodnią Syberię). W Polsce występuje na rozproszonych stanowiskach w całym niemal kraju. Zasiedla chłodne i wilgotne obszary w lasach iglastych i buczynach. Na wielu obszarach wymiera.